# مولتون، نورث‌همپتون‌شر
مولتون (به انگلیسی: Moulton) یک روستا و محله مدنی در بریتانیا است که در Daventry واقع شده‌است. مولتون ۳٬۴۵۴ نفر جمعیت دارد.